# Коммунар (Буда-Кошелёвский район)
Коммунар (бел. Камуна́р) — агрогородок (до 2009 — посёлок) в Буда-Кошелёвском районе Гомельской области Беларуси. Административный центр Коммунаровского сельсовета.

## География

### Расположение
В 27 км на юго-запад от Буда-Кошелёво, 29 км от Гомеля, 4 км от железнодорожной станции Уза (на линии Жлобин — Гомель).

## Транспортная сеть
Рядом шоссе Довск — Гомель.
Проект застройки выполнен в 1968 году Гомельскими областными проектными мастерскими института «Белгоспроект». Посёлок компактный, из двух взаимно перпендикулярных улиц, на пересечения которых — площадь. Значительную часть жилой застройки составляют каменные 2-5-этажные строения. По итогам республиканского конкурса 1967 года застройка поселка удостоена диплома 3-й степени.

## История
Основан в начале 1920-х годов, на бывших помещичьих землях, переселенцами с соседних деревень, которые создали коммуну имени К. Маркса. В 1929 году организован колхоз. На фронтах Великой Отечественной войны погибли 8 жителей посёлка. Посёлок в 1967 году получил название Коммунар. С 28 июня 1973 года центр Коммунаровского сельсовета Буда-Кошелёвского района Гомельской области. В сентябре 1968 года к посёлку присоединены поселки Высокий и Папоротный. Гомельская птицефабрика. Размещено подсобное хозяйство Узовского комбината хлебопродуктов, универмаг, столовая, комбинат бытового обслуживания, средняя школа, детский сад-ясли, больница, библиотека, фельдшерско-акушерский пункт, отделение связи, швейная мастерская, 7 магазинов и Дворец культуры (реконструирован).
В состав Коммунаровского сельсовета входили до 1967 года посёлок Высокий, до 1968 года Папоротный, до 1969 года деревня Поселение, до 1976 года посёлок Чистая Лужа, до 1987 года посёлок Березино — в настоящее время не существуют.
В агрогородке функционирует птицефабрика РУП "Белоруснефть-Особино".
В 2009 году посёлок Коммунар преобразован в агрогородок.

## Население

### Численность
- 2004 год — 893 хозяйства, 2458 жителей.

### Динамика
- 2004 год — 893 хозяйства, 2458 жителей.

## Культура
- Музейная комната ГУО «Коммунаровская средняя школа»

## Достопримечательность
- Покровская церковь. Этот православный храм из камня был построен в 1990-х гг. в эклектичном стиле с преобладанием элементов древнерусского зодчества.